# Parc de la Luz
Le parc de la Luz (o parque da Luz en portugais) est un espace vert de 113 400 m², établi le long de l'avenue Tiradentes, dans la ville de São Paulo au Brésil. Il se situe face à la gare de la Luz, proche du musée d'Art Sacré de São Paulo et de la pinacothèque de l'État de São Paulo.

## Présentation
Le parc, considéré comme le plus ancien jardin public de la ville, tient une part importante dans l'histoire de São Paulo. Il est à l'origine un jardin botanique, avant d'être transformé en simple jardin public dans la première moitié du XXe siècle puis en parc après sa rénovation dans les années 1970.

### Historique
L'idée d'établir un jardin botanique à cet endroit naît dans les années de 1798 - 1799. Il est destiné initialement, en cette période coloniale, à produire fruits et légumes, à une époque où la couronne portugaise souhaite implanter vergers et fruitiers dans différents endroits de sa colonie, et ce à des fins commerciales. Le site retenu est le secteur du Guaré, proche du Couvent de la Lumière (Convento da Luz) qui donnera son nom au quartier, à proximité de la vallée du Rio Tamanduateí du Rio Tietê, à l'abri des fréquentes inondations de l'époque. 
Il faudra attendre 1825 et le début de l'Empire pour que soit célébrée son inauguration en tant que Jardin Botanique de la Luz (Jardim Botânico da Luz). Il devient ainsi le premier endroit de distraction et de repos de la population jusqu'à la fin du XIXe siècle. Il est également le premier lieu que voient les voyageurs qui arrivent en ville en train par la gare de la Luz.
Son statut de jardin botanique est cependant vite abandonné et, en 1838, il devient simple jardin public. En 1875, totalement cultivé et arborisé, il possède des statues représentant les quatre saisons et des figures de la mythologie, Diane et Adonis, venues de Rio de Janeiro.
Au début du XXe siècle, l'administrateur dessine un nouveau tracé, faisant apparaître des rues circulaires plantées d'arbres, de grandes pelouses de style anglais et des bois. Un vivier miniature est installé pour la culture de plantes et de fleurs, ainsi qu'un zoo miniature comptant des capybaras, cerfs et oiseaux exotiques.
En 1930, le zoo est démantelé. Le jardin de la Luz entame à partir de cette époque une lente dégradation, avec l'émergence d'activités liées à la drogue et la prostitution. Ce déclin est enrayé à partir de 1972, grâce à une politique de revitalisation du centre urbain, s'appuyant sur la rénovation de la Pinacothèque voisine et le renforcement de la présence policière. Des grillages et portails sont installés autour du jardin, qui prend le nom de Parc de la Luz.

### Le parc aujourd'hui
À l'occasion des travaux de restauration, des éléments historiques ont été rénovés, comme la Maison de l'Administrateur, le Ponto Chic (anciennement Maison du thé, construite en 1903) et deux kiosques. Celui construit à proximité du Ponto Chic date de 1901. Il est l'œuvre de l'architecte allemand Maximilian Emil Hehl, également à l'origine de la cathédrale de la Sé. Sa fonction principale était liée à l'animation musicale, mais il servait également de point de rencontre de la bonne société de l'époque. Il était doté d'une cloche servant à annoncer la fermeture du Jardin. 
Le parc possède encore aujourd'hui un ancien arrêt de tramway, bâti face à un figuier du Bengale en 1872, pour l'inauguration de la première ligne à traction animale, reliant la Sé et la gare de la Luz. Un bel ensemble de jets d'eau, des sculptures, un grotte, une cascade et un aquarium qui accueille des poissons natifs du Rio Tietê complètent les points d'intérêt. Le parc possède aussi une belle collection d'arbres endémiques ou exotiques, dont certains sont centenaires, et quelques habitants qui, bien que connus de la population, restent difficiles à apercevoir : des paresseux, qui vivent à la cime des arbres. De nombreuses espèces d'oiseaux vivent également dans le parc.

## Galerie

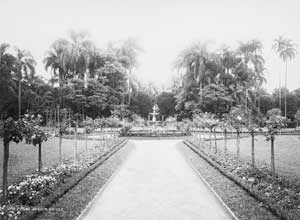
Le jardin de la Luz en 1930
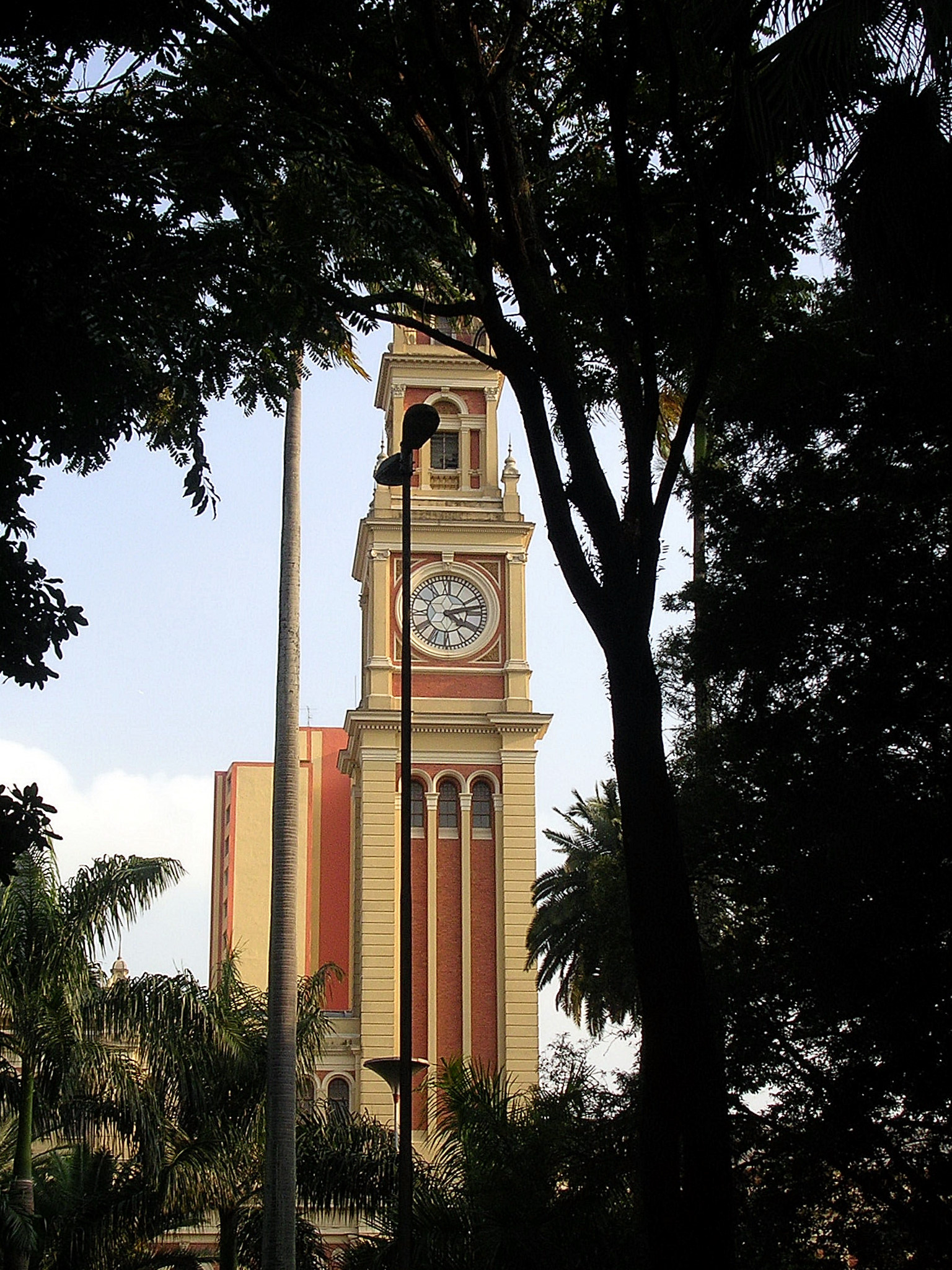
Gare de la Luz vue du parc
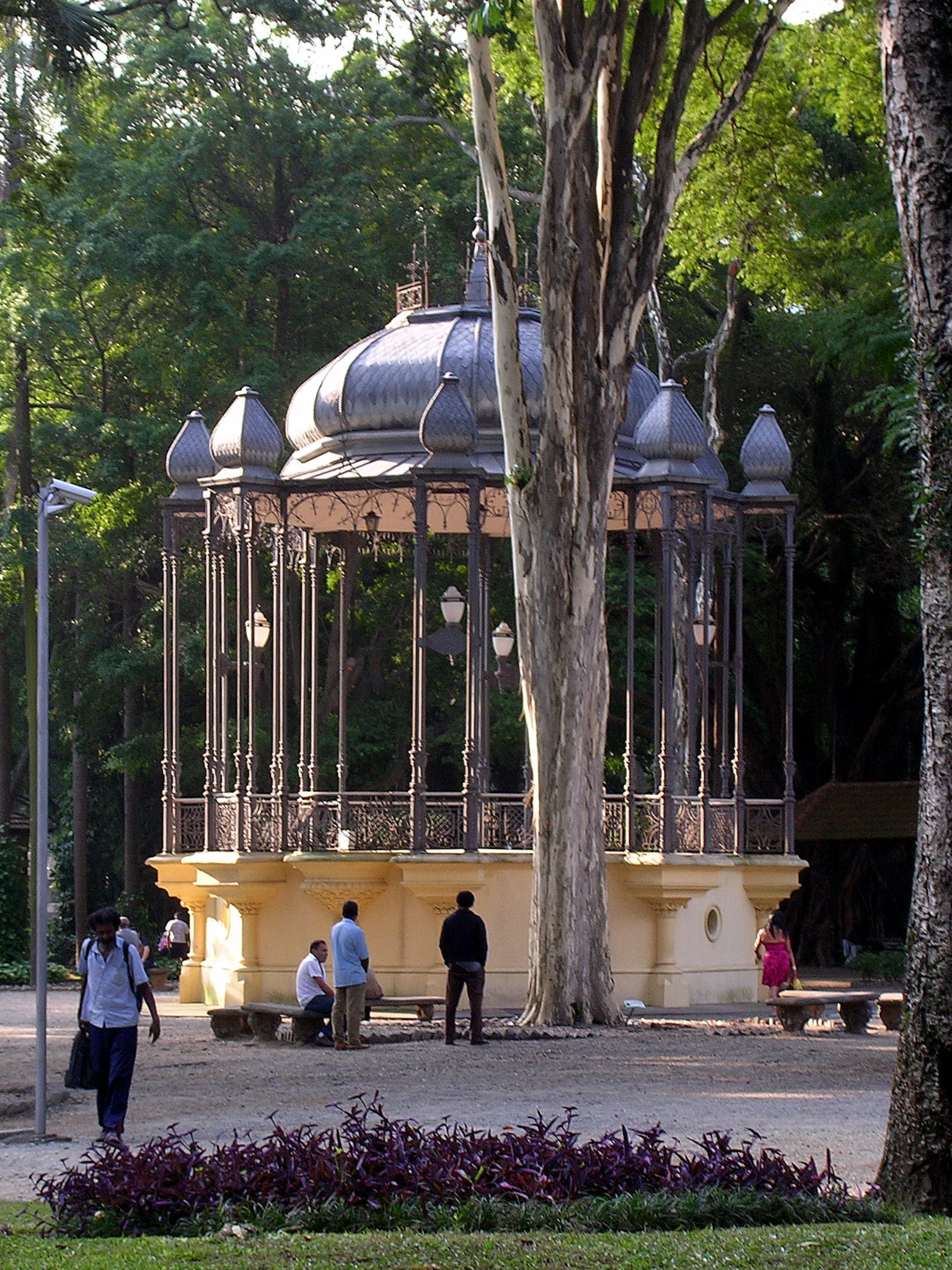
Le kiosque de 1901
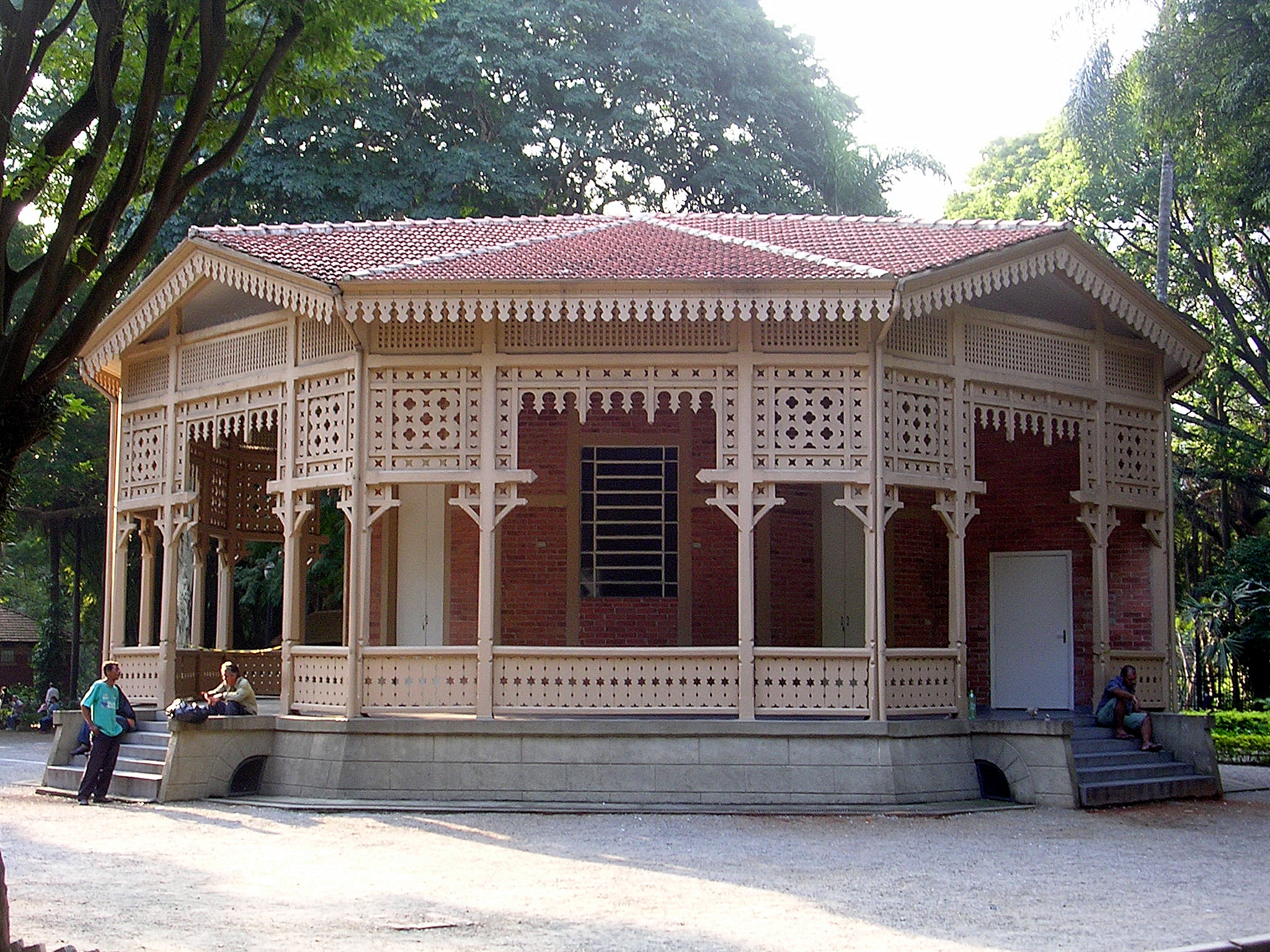
Le Ponto Chic
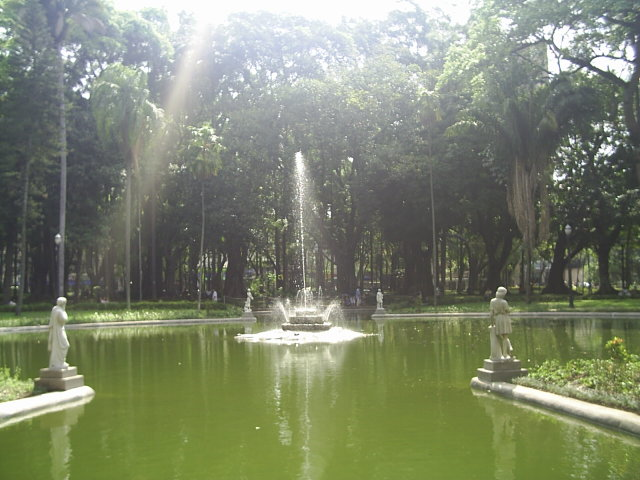
Fontaine